# ROH Death Before Dishonor
ROH Death Before Dihonor est un pay-per-view de la Ring of Honor (ROH) disponible uniquement en paiement à la séance. La première édition de cet évènement eut lieu en 2002. Onze éditions ont eu lieu depuis sa création et se déroule chaque année au mois de septembre depuis 2010, alors qu'avant cette date, le PPV se déroulait fin-juillet ou début août. Ce show fait partie des plus grands pay-per-view organisés par la fédération. Ce show est disponible via internet depuis 2010.

## Historique
| Événement                                   | Date              | Lieu                               | Ville                      | Spectateurs | Événement principal |
| ------------------------------------------- | ----------------- | ---------------------------------- | -------------------------- | ----------- | --- |
| Death Before Dishonor                       | 19 juillet 2003   | Rex Plex                           | Elizabeth, New Jersey      | 1 200       | Samoa Joe (c) vs. Paul London pour le ROH World Championship |
| Death Before Dishonor II: Part One          | 23 juillet 2004   | Muellner Building                  | Wauwatosa, Wisconsin       | 400         | Second City Saints (CM Punk & Colt Cabana) (c) vs. Briscoe Brothers (Jay Briscoe & Mark Briscoe) dans un Two Out of Three Falls match pour les ROH World Tag Team Championship                                                 |
| Death Before Dishonor II: Part Two          | 24 juillet 2004   | Frontier Fieldhouse                | Chicago Ridge, Illinois    | 500         | Second City Saints (CM Punk & Ace Steel) vs. Dan Maff & B.J. Whitmer dans un Chicago Street Fight |
| Death Before Dishonor III                   | 18 juin 2005      | Mennen Sports Arena                | Morristown, New Jersey     | 900         | Austin Aries (c) vs. CM Punk pour le ROH World Championship |
| Death Before Dishonor IV                    | 15 juillet 2006   | National Guard Armory              | Philadelphie, Pennsylvanie | 1 100       | ROH (Samoa Joe, Adam Pearce, B.J. Whitmer, Ace Steel & Homicide) vs. CZW (Chris Hero, Claudio Castagnoli, Necro Butcher, Nate Webb & Eddie Kingston) dans un Cage of Death                                                     |
| Death Before Dishonor V: Night One          | 10 août 2007      | Roxbury Community College          | Boston, Massachusetts      | 550         | Briscoe Brothers (Jay Briscoe & Mark Briscoe) vs. Kevin Steen & El Generico dans un Boston Street Fight |
| Death Before Dishonor V: Night Two          | 11 août 2007      | National Guard Armory              | Philadelphie, Pennsylvanie | 800         | The Resilience (Austin Aries, Matt Cross & Erick Stevens) & Delirious vs. No Remorse Corps (Roderick Strong, Davey Richards & Rocky Romero) & Matt Sydal dans un Philadelphia Street Fight                                     |
| Death Before Dishonor VI                    | 2 août 2008       | Hammerstein Ballroom               | Manhattan, New York        |             | Nigel McGuinness (c) vs. Bryan Danielson vs. Claudio Castagnoli vs. Tyler Black dans un Four Corners Survival match pour le ROH World Championship                                                                             |
| Death Before Dishonor VII: Night One        | 24 juillet 2009   | Ted Reeve Arena                    | Toronto, Ontario, Canada   |             | Austin Aries (c) vs. Jerry Lynn vs. Nigel McGuinness vs. Tyler Black Fatal Four Way match pour le ROH World Championship |
| Death Before Dishonor VII: Night Two        | 25 juillet 2009   | Ted Reeve Arena                    | Toronto, Ontario, Canada   |             | Chris Hero vs. Lance Storm |
| Death Before Dishonor VIII                  | 19 juin 2010      | Ted Reeve Arena                    | Toronto, Ontario, Canada   |             | Tyler Black (c) vs. Davey Richards pour le ROH World Championship |
| Death Before Dishonor IX                    | 17 septembre 2011 | Manhattan Center                   | Manhattan, New York        | 1 200       | Briscoe Brothers (Jay Briscoe & Mark Briscoe) vs. The All-Night Express (Kenny King & Rhett Titus) dans un Ladder War III match                                                                                                |
| Death Before Dishonor X: State of Emergency | 15 septembre 2012 | Frontier Fieldhouse                | Chicago Ridge, Illinois    | 625         | Kevin Steen (c) vs. Rhino dans un No Disqualification match pour le ROH World Championship |
| Death Before Dishonor XI                    | 20 septembre 2013 | Pennsylvania National Guard Armory | Philadelphie, Pennsylvanie |             | Adam Cole vs. Michael Elgin pour le ROH World Championship vacant |
| Death Before Dishonor XII - Night 1         | 22 août 2014      | Turner Hall Ballroom               | Milwaukee, Wisconsin       | 600         | Michael Elgin vs. Silas Young pour le ROH World Championship |
| Death Before Dishonor XII - Night 2         | 23 août 2014      | Frontier Fieldhouse                | Chicago Ridge, Illinois    | 900         | The Young Bucks (Nick Jackson, Matt Jackson) & ReDRagon (Kyle O'Reilly & Bobby Fish vs. The Briscoe Brothers (Jay Briscoe & Mark Briscoe), Christopher Daniels & Frankie Kazarian dans un Eight-man Elimination Tag Team match |
| Death Before Dishonor XIII                  | 24 juillet 2015   | William J. Myers Pavilion          | Baltimore, Maryland        | 900         | Jay Lethal (c) vs. Roderick Strong pour le ROH World Championship |
| Death Before Dishonor XIV                   | 19 août 2016      | Sam's Town Live                    | Las Vegas, Nevada          |             | Jay Lethal (c) vs. Adam Cole pour le ROH World Championship |
| Death Before Dishonor XV                    | 22 septembre 2017 | Sam's Town Live                    | Las Vegas, Nevada          |             | Cody (c) vs. Minoru Suzuki pour le ROH World Championship |
| Death Before Dishonor XVI                   | 28 septembre 2018 | Orleans Arena                      | Las Vegas, Nevada          | 2,000       | Jay Lethal (c) vs. Will Ospreay pour le ROH World Championship |
| Death Before Dishonor XVII                  | 27 septembre 2019 | Sam's Town Hotel & Gambling Hall   | Las Vegas, Nevada          |             | Matt Taven (c) vs. Rush pour le ROH World Championship |
| Death Before Dishonor XVIII                 | 12 septembre 2021 | 2300 Arena                         | Philadelphie, Pennsylvanie |             | Bandido (c) vs. Brody King vs. Demonic Flamita vs. EC3 pour le ROH World Championship |
| Death Before Dishonor (2022)                | 23 juillet 2022   | Tsongas Center                     | Lowell, Massachusetts      |             | Jonathan Gresham (c) vs. Claudio Castagnoli pour le ROH World Championship |
| Death Before Dishonor (2023)                | 21 juillet 2023   | CURE Insurance Arena               | Trenton, New Jersey        |             | Athena (c) contre Willow Nightingale pour le ROH Women's World Championship |